# Nicholas Nickleby
Nicholas Nickleby (titolo orig. The Life and Adventures of Nicholas Nickleby, Containing a Faithful Account of the Fortunes, Misfortunes, Uprisings, Downfallings, and Complete Career of the Nickleby Family) è il terzo romanzo di Charles Dickens, pubblicato originariamente in 19 capitoli mensili, illustrati da Phiz, sul settimanale edito da Chapman & Hall, tra marzo 1838 e l'ottobre 1839, anno della prima edizione in volume per il medesimo editore. Il protagonista, Nicholas, è un giovane uomo che deve sostenere la madre e la sorella dopo la morte del padre.

## Trama
Come usa spesso Dickens, la storia si svolge in un tempo contemporaneo all'autore, la maggior parte delle scene si svolgono a Londra e alcune a Portsmouth.
Il tono della narrazione è ironicamente critico, volto a sottolineare ciò che lui interpreta come ingiustizie sociali. Sebbene Nicholas Nickleby sia un romanzo scritto in contemporanea con il più celebre Oliver Twist e composto con una gravità minore rispetto a quello, conserva comunque la qualità di essere altrettanto commovente e significativo.
La storia di Nicholas Nickleby è degna degli intrecci e delle complicazioni umane tipici della letteratura di Charles Dickens. Il giovane Nicholas Nickleby si trova, in giovane età, a dover sostenere la sua famiglia dopo la perdita del padre. La famiglia, trasferitasi nella caotica Londra del 1800, cerca appoggio nella figura del fratello del defunto, Ralph Nickleby, che rivelerà ben presto la sua natura perfida ed egoistica. Fondendo drammaticità, spunti critici (si pensi alla situazione di Dotheboys Hall, in cui i bambini giunti lì da famiglie benestanti, che però hanno necessità di liberarsene, vengono ridotti in una semiprigionia dai coniugi Squeers; o agli spunti descrittivi della Londra benestante, se non avvolti nel mantello dell'egoismo, almeno ridotti nel banale costruttivismo di opportunità effimere e lontane dall'umanità che ci si aspetta), satira e avventura, Dickens costruisce una trama ricca di fascino, con personaggi psicologicamente intensi, sebbene, a volte, stereotipati (si ricordi, oltre al protagonista eponimo, Smike, il giovane, prima schiavo degli Squeers, e poi amico del liberatore Nicholas, anche Ralph Nickleby, il perfido zio), e con ambientazioni ricche di particolari.

## Adattamenti

### Cinema
- Dotheboys Hall; or, Nicholas Nickleby, corto britannico diretto da Alf Collins, 1903. Corto di tre minuti che mostra la scena a Dotheboys Hall.
- Nicholas Nickleby, film muto interpretato da Harry Benham nella parte di Nicholas, diretto dal regista George Nichols, prodotto dalla Thanhouser Film Corporation nel 1912; film di mezz'ora che tentò di coprire la maggior parte della storia.
- I misteri di Londra (The Life and Adventures of Nicholas Nickleby), primo film sonoro diretto da Alberto Cavalcanti nel 1947, con Derek Bond che interpreta Nicholas.
- Nicholas Nickleby, del 2002, diretto da Douglas McGrath, interpretato da: Charlie Hunnam, nel ruolo del protagonista Nicholas Nickleby; Anne Hathaway, nella parte di Madeline Bray; Christopher Plummer, nel ruolo di Ralph Nickleby; Jim Broadbent e Juliet Stevenson nei ruoli dei coniugi Squeers; Nathan Lane, nella parte di Vincent Crummles; Romola Garai, nel ruolo della sorella di Nicholas, Kate Nickleby, e Jamie Bell, nel ruolo di Smike.

### Televisione
- Nicholas Nickleby, serie BBC del 1957, con protagonista William Russell. Perduta, nessun episodio esiste più.
- Le avventure di Nicola Nickleby, sceneggiato RAI del 1958, a cura di Alessandro De Stefani, per la regia di Daniele D'Anza, con Antonio Cifariello, Leonora Ruffo e Arnoldo Foà.
- Nicholas Nickleby, serie di BBC One del 1968, con Martin Jarvis. Esistono ancora gli episodi.
- Nicholas Nickleby, serie BBC del 1977 diretta da Christopher Barry, con protagonista Nigel Havers.
- Nicholas Nickleby, versione animata del 1985 prodotta per la TV dalla Burbank Films Australia.
- The Life and Adventures of Nicholas Nickleby (2001), film tv per la ITV del 2001, diretto da Stephen Whittaker, con James D'Arcy come Nicholas. Vinse un premio BAFTA e un RTS Award for costume design.
- Nick Nickleby (2012), serie di BBC One ambientata in ambiente modernizzato. Filmato a Belfast, nell'Ulster, principalmente con attori locali.

### Teatro
- The Life and Adventures of Nicholas Nickleby (1982), versione registrata dell'adattamento della Royal Shakespeare Company, andata in onda su Channel 4. Nel 1983, mostrata in TV negli Stati Uniti, vinse un Emmy Award for Outstanding Miniseries.

## Edizioni italiane integrali
- La vita e le avventure di Nicola Nickleby, trad. di Silvio Spaventa Filippi, Firenze La Nuova Italia, 1928; Milano, Sonzogno, 1930; Roma, Gherardo Casini, 1956; illustrazioni di Phiz, Firenze, Sansoni, 1971.
- Le avventure di Nicola Nickleby, trad. di Fluffy Mella Mazzucato, Introduzione di Felicina Rota, Milano, Mursia, 1958, 1967.
- a cura di Dante Virgili, Bologna, Capitol, 1959.
- Nicola Nickleby, trad. di Laura Marchiori, Milano, Rizzoli, 1962.
- trad. di Anna Gerola, Ginevra, Ferni, 1974.
- trad. di Riccardo Reim, Roma, Newton Compton, 2015, ISBN 978-88-541-7506-8.
- Nicholas Nickleby, trad. di Livio Crescenzi e Chiara Voltini, Collana Classici, Fidenza, Mattioli 1885, 2024, ISBN 978-88-626-1910-3.

### Edizioni ridotte
- trad. di Elisa Volpe Serpieri, Federazione italiana delle biblioteche popolari, 1928.
- a cura di Gino Regini, illustrata da Sergio Toppi, Torino, UTET, 1961.
- Nicholas Nickleby e il signor Squeers, trad. di Frida Ballini, Minerva, 1965; Milano, Edizioni Paoline, 1971.[1]
- trad. di Ombretta Polvara, Milano, Aldo Peruzzo Editore, 1986.
- trad. di Daniela Padoan, Milano, Fabbri Editori, 1990.